# Lamieae
Lamieae — триба квіткових рослин родини глухокропивові (Lamiaceae).

## Класифікація
Триба поділяється на два роди:
- Eriophyton
- Глуха кропива (Lamium)